# St.-Johannis-Kirche (Wolfenbüttel)

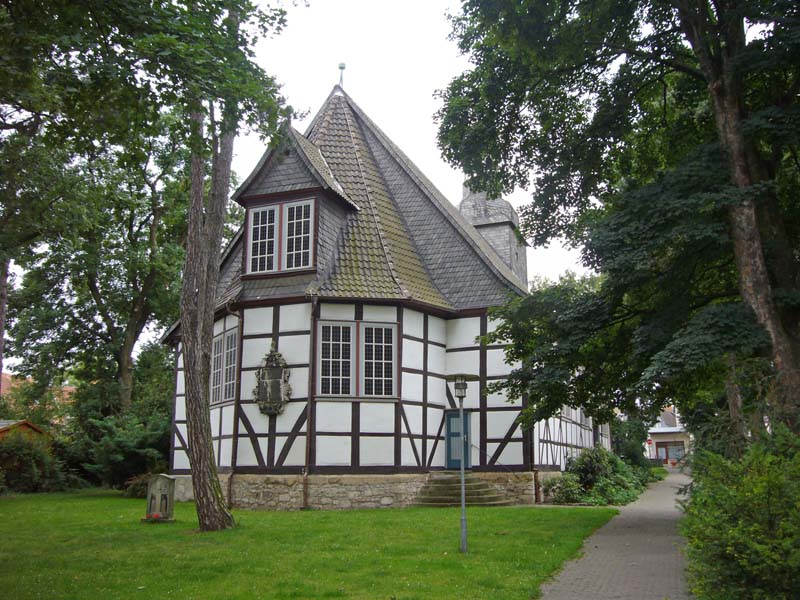
St. Johannis mit ehemaligem Friedhof

Die Kirche St. Johannis  – Namenspatron ist Johannes der Täufer – ist eine Kirche im Westen der Stadt Wolfenbüttel (Augustusstadt), deren Gemeinde zur Propstei Wolfenbüttel in der Evangelisch-Lutherischen Landeskirche in Braunschweig gehört.

## Geschichte
St. Johannis wurde als dreischiffiger Fachwerkbau auf einem Bruchsteinsockel mit einem Satteldach erbaut. Eine Besonderheit ist die massive Westfront mit Eckverquaderung. Das Untergeschoss mit Kreuzgewölbe und rundbogigem Eingang wurde dabei als Leichenhalle konzipiert.
Nach zweijähriger Bauzeit (Baubeginn 1661) wurde die Kirche am 13. Dezember 1663 im Beisein Augusts des Jüngeren von Braunschweig-Wolfenbüttel durch Brandanus Daetrius, Hofprediger und Abt vom Kloster Riddagshausen geweiht.

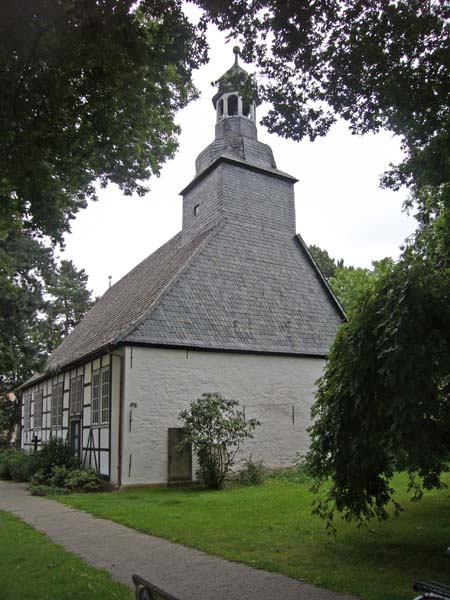
Massive Westfront

Der ursprüngliche Kirchturm erwies sich als instabil und wurde daher ca. 1690 abgetragen. Als Ersatz wurde 1693 ein freistehender massiver Glockenturm nach dem Entwurf des Landbaumeisters Johann Balthasar Lauterbach erbaut.
1960 wurde die Kirche umfassend restauriert.

## Ausstattung

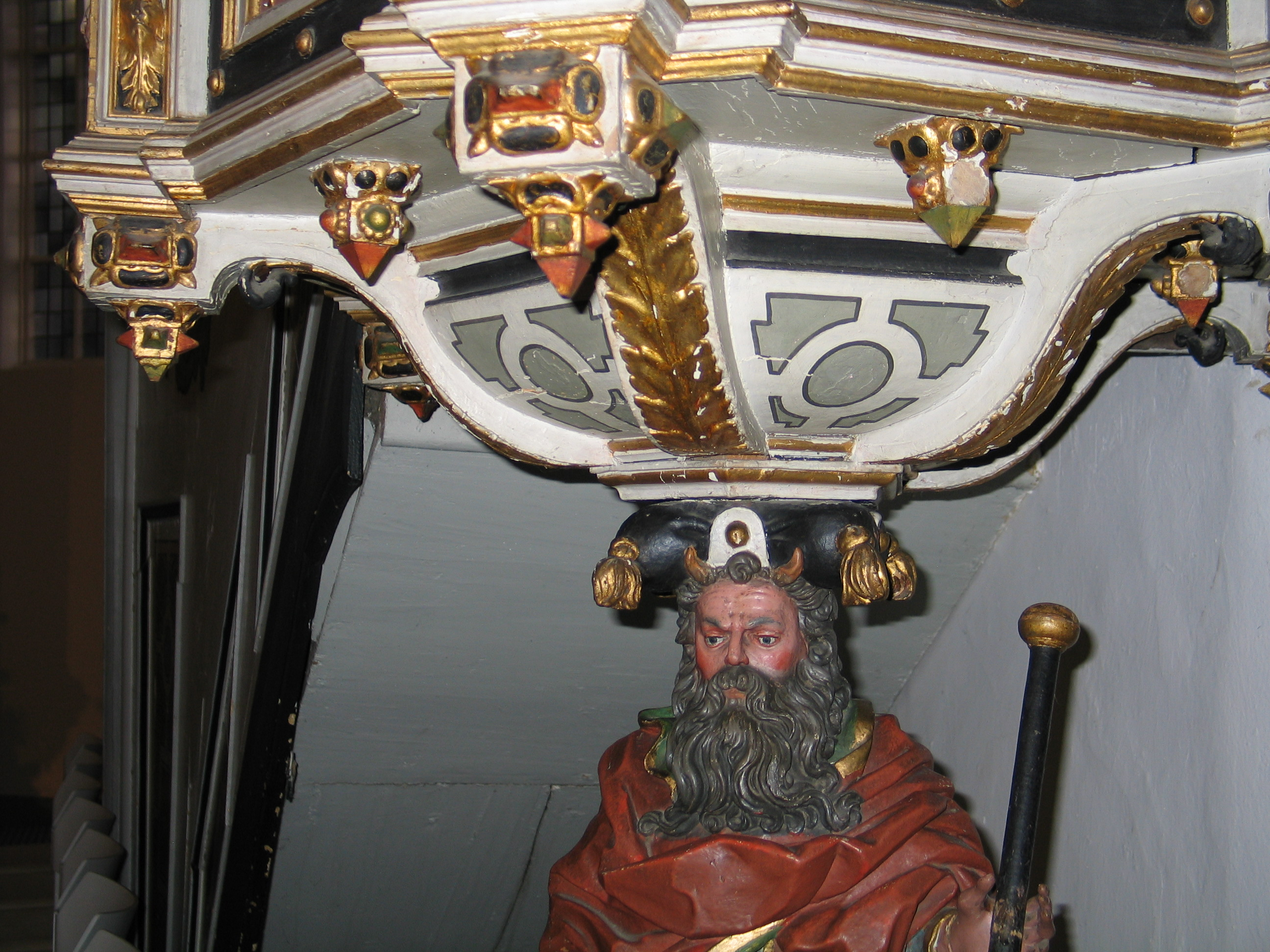
Kanzeldetail

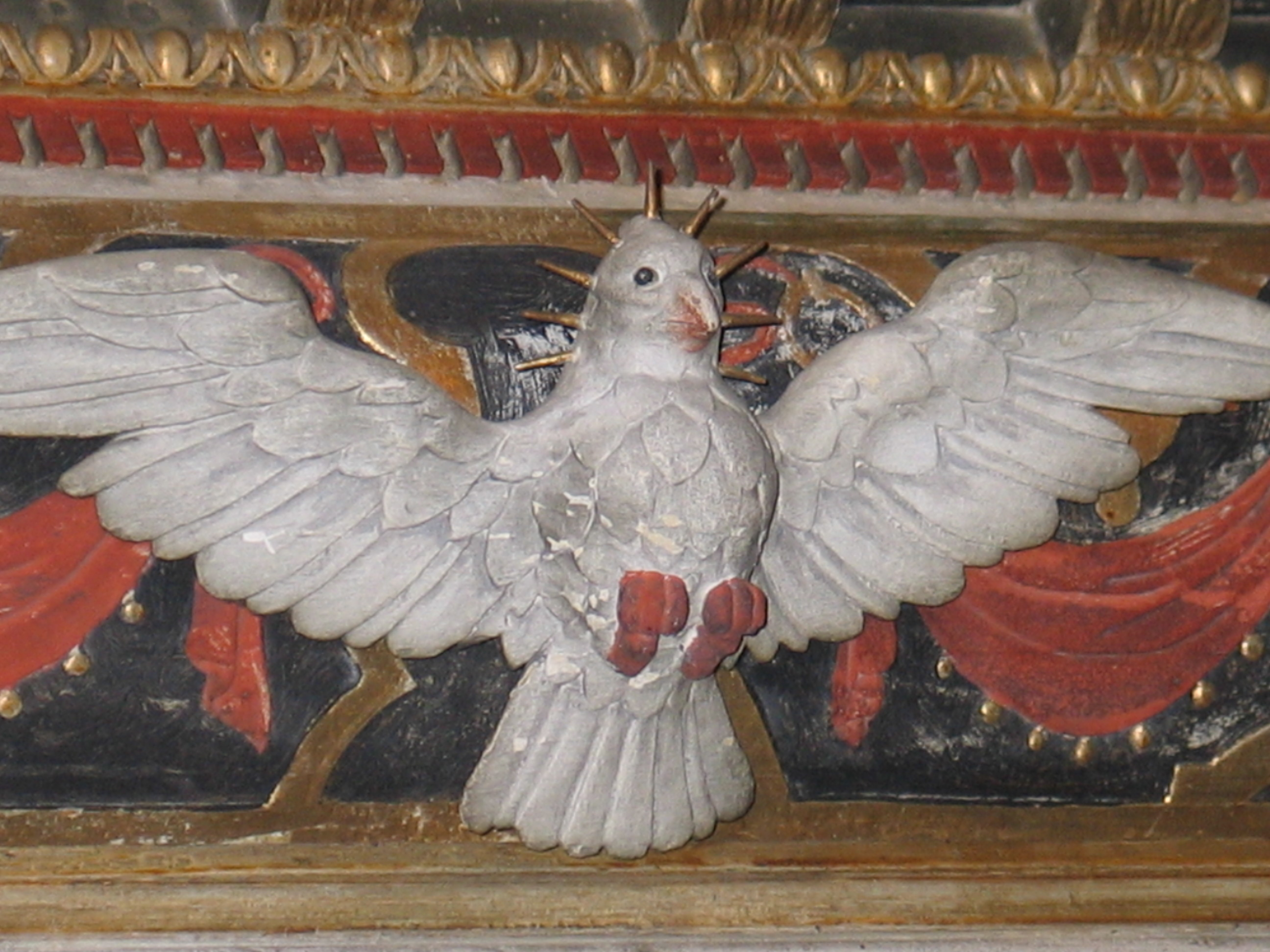
Altardetail

Der Baugeschichtler August Fink charakterisiert die Johanniskirche als „kostbares Juwel protestantischer Kirchenbaukunst“.
Im Chor hängen die Medaillons von August dem Jüngeren und seiner Gemahlin Sophie Elisabeth.

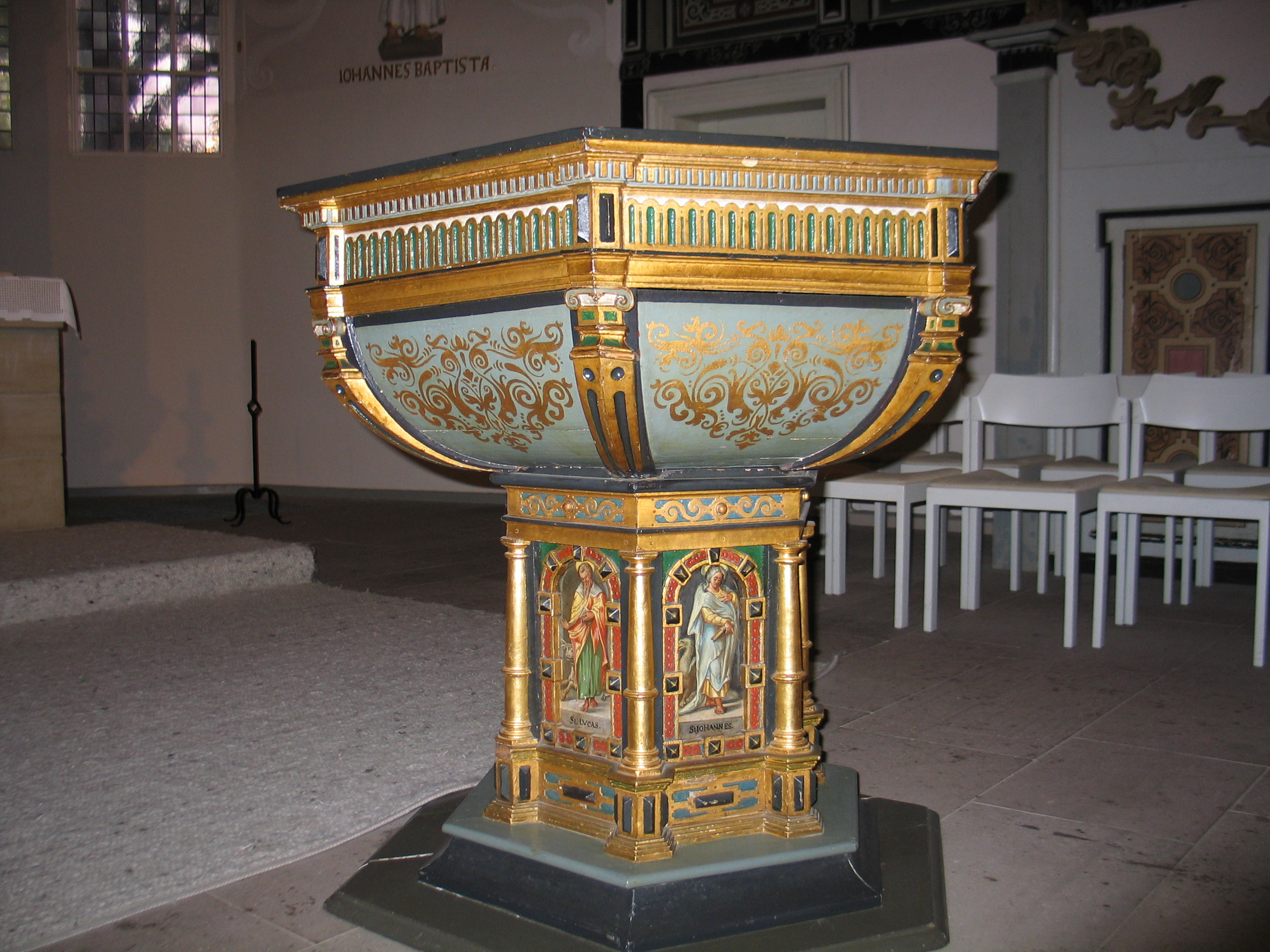
Taufbecken

Die Ausstellungsstücke Altar, Kanzel (mit Kanzeluhr), Taufstein und Orgelprospekt stammen aus der Schlosskapelle des einstmals eindrucksvollen und später verfallenen Fürstensitzes Schloss Hessen.
An den Wänden sind die Grabplatten des Baumeisters Hermann Korb – gestorben 1735 – und des Komponisten Johann Rosenmüller – gestorben 1684 – angebracht.

### Orgel
Das Gehäuse der Orgel in St. Johannis stammt aus dem Jahre 1593 von David Beck, und ist, wie der Altaraufsatz, die Kanzel und das Taufbecken von Herzog August gestiftet worden.
Das Orgelwerk entstand 1971 in der Werkstatt der Orgelbaufirma Paul Ott (Göttingen). Das Schleifladen-Instrument hat 22 Register auf zwei Manualen und Pedal. Die Disposition lautet:
| I Hauptwerk C– |               |       |
| 1.             | Rohrflöte     | 8′    |
| 2.             | Prinzipal     | 4′    |
| 3.             | Metallgedackt | 4′    |
| 4.             | Nasat         | 2 ⁄3′ |
| 5.             | Waldflöte     | 2′    |
| 6.             | Mixtur IV-V   |       |
| 7.             | Dulzian       | 16′   |
| 8.             | Trompete      | 8′    |

| II Schwellwerk C– |                 |       |
| 9.                | Holzgedackt     | 8′    |
| 10.               | Koppelflöte     | 4′    |
| 11.               | Prinzipal       | 2′    |
| 12.               | Sesquialter II  | 2 ⁄3′ |
| 13.               | Quinte          | 1 ⁄3′ |
| 14.               | Quintzimbel III |       |
| 15.               | Krummhorn       | 8′    |
|                   | Tremulant       |       |

| Pedal C– |               |     |
| 16.      | Subbass       | 16′ |
| 17.      | Prinzipal     | 8′  |
| 18.      | Gedacktpommer | 8′  |
| 19.      | Choralbass    | 4′  |
| 20.      | Nachthorn     | 2′  |
| 21.      | Mixtur III    |     |
| 22.      | Posaune       | 16′ |

- Koppeln: II/I, I/P, II/P

### Glocken

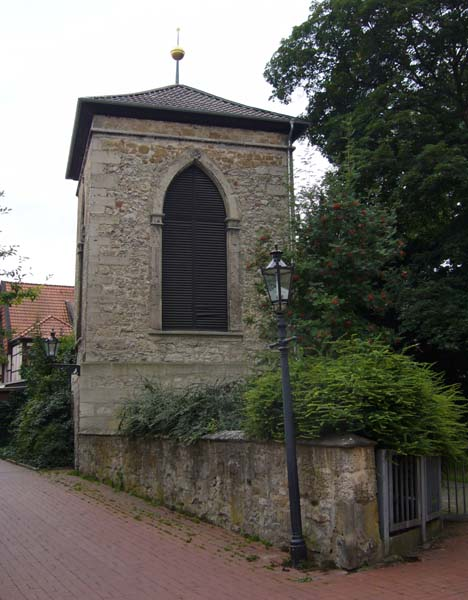
Separater Glockenturm

Unmittelbar nach Errichtung der Kirche erhielt die Kirche einen hölzernen Glockenstuhl, der in den Jahren 1663–1676 mit drei Glocken bestückt wurde. Die erste Glocke entstand durch Umguss einer Glocke, die zuvor im Kloster Clus bei Bad Gandersheim gehangen hatte; sie wog ca. 700 kg und musste im Ersten Weltkrieg als Metallspende des deutschen Volkes zu Rüstungszwecken abgegeben werden, ebenso wie die 1676 angeschaffte (dritte) Glocke.
Erhalten blieb die mittlere Glocke aus dem Jahre 1672. Sie wurde in der Gießerei Heiso Meyer hergestellt, wiegt 650 kg (Schlagton g1) und hat die Inschrift „So ihr nun Lust habt zu einem seligen Leben, so ist Gott auch bereit, das selbe euch zu geben.“
Als Ersatz für die beiden eingeschmolzenen Glocken wurden 1961 zwei neue Glocken angeschafft, die von der Gießerei Rincker (Sinn, Dillkreis) gegossen wurden. Die große Glocke (Nr. 1) mit 1.100 kg Gewicht (Schlagton e1) hat die Inschrift „Christ hat dem Tode die Macht genommen. Den Toten der Kriege“. Die kleine Glocke (Nr. 3) wiegt 550 kg (Schlagton a1) hat die Inschrift „Land, Land höre des Herrn Wort!“.